# Astragalus subternatus
Astragalus subternatus là một loài thực vật có hoa trong họ Đậu. Loài này được Pavlov miêu tả khoa học đầu tiên.